# Hans-Jürgen Eichhorn (Handballspieler)
Hans-Jürgen „Hannes“ Eichhorn (* 8. März 1944) ist ein ehemaliger deutscher Handballspieler und -schiedsrichter.

## Leben
Eichhorn, der zuvor in Magdeburg Handball gespielt hatte und als B- sowie A-Jugendlicher DDR-Meister im Dreisprung geworden war, ging 1962 zum Studium an die Deutsche Hochschule für Körperkultur (DHfK) nach Leipzig und stieß gleichzeitig zur Mannschaft des SC DHfK Leipzig. 1966 errang der 1,76 Meter große Linksaußen mit dem SC DHfK unter Trainer Hans-Gert Stein den Sieg im Europapokal der Landesmeister. Ebenfalls 1966 erhielt er die Auszeichnung als „Meister des Sports“. Am Ende seines Sportstudiums legte Eichhorn 1971 die Abschlussarbeit „Technik und Taktik des Außenverteidigers der Position 7 bei Abwehrhandlungen gegen den Positionsangriff im Hallenhandball“ vor. Er wurde mit dem SC DHfK DDR-Meister, zudem bestritt er für die Nationalmannschaft der Deutschen Demokratischen Republik 38 Länderspiele, in denen er 62 Tore erzielte. 1967 nahm er an der Weltmeisterschaft teil.
1971 wechselte Eichhorn zur BSG Post Schwerin und spielte bis 1978 in der Oberliga, der höchsten Spielklasse des Landes. Er lief für Schwerin in insgesamt 168 Spielen (Liga-, Pokal- und Turniermeisterschaftsspiele) auf und warf 334 Tore. Von 1980 bis 1990 pfiff er als Schiedsrichter Begegnungen in der Oberliga. Hinzu kamen Einsätze auf internationaler Ebene. Später war er bei Post Schwerin unter anderem Vorstandsmitglied und Abteilungsleiter. Bei der Handball-Bundesliga GmbH betätigte er sich als Pressewart und er schrieb Artikel für die Schweriner Volkszeitung.
Hauptberuflich war Eichhorn als Betriebsschullehrer im Fach Sport tätig.